# Asperula hirsuta
Asperula hirsuta är en måreväxtart som beskrevs av René Louiche Desfontaines. Asperula hirsuta ingår i släktet färgmåror, och familjen måreväxter. Inga underarter finns listade i Catalogue of Life.